# Mats Hedström
Mats Olov Hedström, född 17 juni 1958 i Vantörs församling, är en svensk musiker, låtskrivare och musikproducent som är känd som gitarrist i det svenska bandet Magnum Bonum. Han är även medlem i den svenska blues-rock gruppen Gavelin och tidigare medlem i hårdrocksbandet Rat Bat Blue.
Hedström har arbetat med flera stora svenska artister som Jan Johansen och Tommy Nilsson. Han har skrivit låtar till ett flertal popartister i världen, däribland Trine Rein, vars album sålde över 600 000 exemplar i Japan. Den senaste releasen är med den svenska folkpop akten Tiny Tornado, som skapats i samarbete med den svenska låtskrivaren och artisten Jade Ell.